# A Suspeita (cartoon)
A Suspeita é uma curta-metragem de animação portuguesa de 1999 realizada por José Miguel Ribeiro.
"A Suspeita" é talvez um dos maiores sucessos do cinema português, apesar de desconhecido do grande público. Trata-se de uma curta-metragem de animação de José Miguel Ribeiro que datando de 1999 só em 2001 foi exibida nas salas de cinema portuguesas.
"A Suspeita" já ganhou 23 prémios, em Festivais de Animação como Estugarda, Hiroxima e Bruxelas. E, em 2000, recebeu o mais importante prémio de curtas de animação europeias - o Cartoon D'Or.

## Resumo
O filme, protagonizado por bonecos de látex e resina, conta a história de quatro personagens, entre as quais um potencial assassino, um canivete de Barcelos e um revisor, que viajam no mesmo comboio. Será que todos vão chegar ao fim da viagem?
Num compartimento de carruagem de comboio, quatro pessoas, um revisor, um canivete e um potencial assassino. Uma viagem de comboio e um mistério por desvendar.

## Receção
Segundo a RTP, trata-se de um dos mais sólidos e originais filmes de animação produzidos em Portugal, um dos mais ambiciosos e, podemos dizer, um dos mais justamente premiados no plano nacional e internacional. Entre outros, recebeu o Prémio RTP-Onda Curta no Fantasporto 2001 e o Cartoon D´Or do mesmo ano, ou seja, o máximo galardão europeu, sem qualquer dúvida, um dos mais importantes do mundo.
Segundo o crítico de cinema Jorge Leitão Ramos, no Expresso, "O que há de mais surpreendente nesta curta-metragem de animação é a ousadia. Em Portugal, país como se sabe com um cinema de animação em estado de artesanato, intentar um filme de animação de volumes, com marionetas, que é técnica associada à ideia de indústria, não parece coisa de quem está bom da cabeça. Ou seja, almejar ser-se Nick Park sem a Aardman, nem sequer o dinheiro da BBC quanto mais o da Dreamworks...

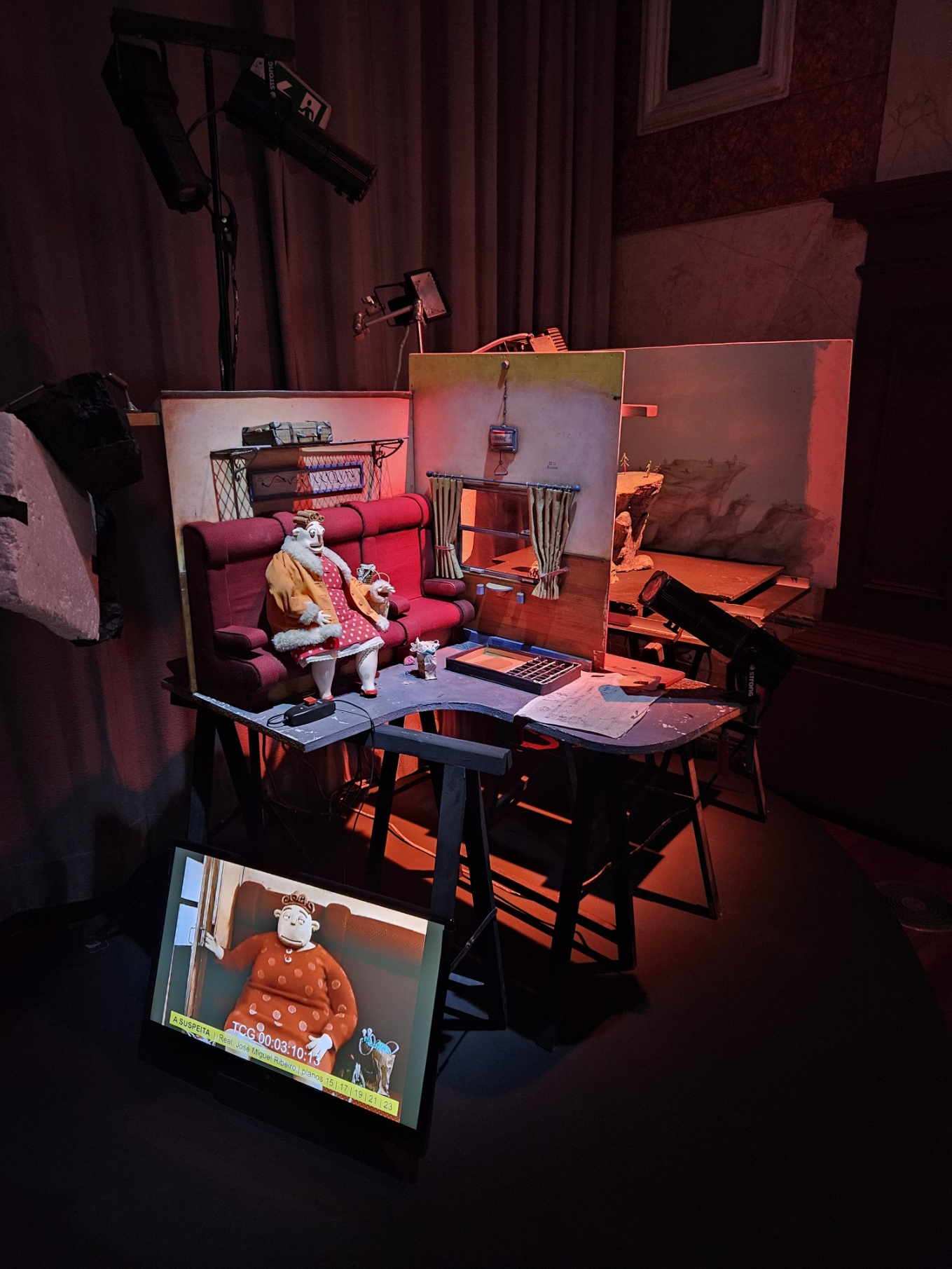
Cenário da realização de A Suspeita, em exposição no Museu da Marioneta (Lisboa)

Também para Leitão Ramos, "O que há de mais rejubilante em A Suspeita são os resultados: 25 minutos de uma história com pés e cabeças, comboio, paisagens, enredo policiário, bonecos de cor, luz, som e voz e alguns personagens que nos ficam na memória – cada um deles possível protagonista para outras aventuras e seriam, cada uma delas bem diferentes. A Helena bem podia acabar em tórridos enlaces, estamos a ver o pobre Salcedas em funcionário público, agente e vítima de kafkianas burocracias, apetece reencontrar o Revisor degolado pela boca num cenário de horror, a Esmeralda até dava personagem de um pátio das cantigas no Cacém ou Mem Martins, Jonas on the road por IPs e ICs de Cavaco ou Guterres não ficaria mal. Quer isto dizer que os personagens existem, tipificados em pequenos gestos ou modos e logo reconhecíveis, o que, como se sabe, é condição básica para que uma ficção aconteça.
Depois, para Leitão Ramos, "há o humor. Um humor de 2º grau, de quem já viu muito cinema e histórias contadas e, agora, faz paródia saborosa com os arquétipos que todos conhecemos. Não há que falar de Hitchcock, Hitchcock é outra coisa (não é por causa de haver um assassino desconhecido a bordo que há que convocar tais referências). Há que falar de Nick Park, pois a postura diante do universo das ficções é similar.
Finalmente, para Leitão Ramos, "há o maravilhamento. Para quem tenha a consciência dos materiais e dos modos de fabricação, para um adulto – e A Suspeita não é ficção para crianças –, assistir à magia dos bonecos em movimento é sempre um assombro, descobrir as soluções um processo encantado. A fita ganhou em 2000 o Cartoon d’Or (prémio máximo da animação europeia de curta duração) com inteiro merecimento.